# Wiąz czerwony
Wiąz czerwony (Ulmus rubra Muhl.) – gatunek drzewa z rodziny wiązowatych (Ulmaceae). Występuje w Ameryce Północnej, od kanadyjskiej prowincji Quebec po Karolinę Południową w Stanach Zjednoczonych.

## Morfologia

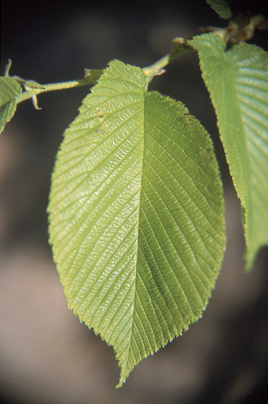
Liść

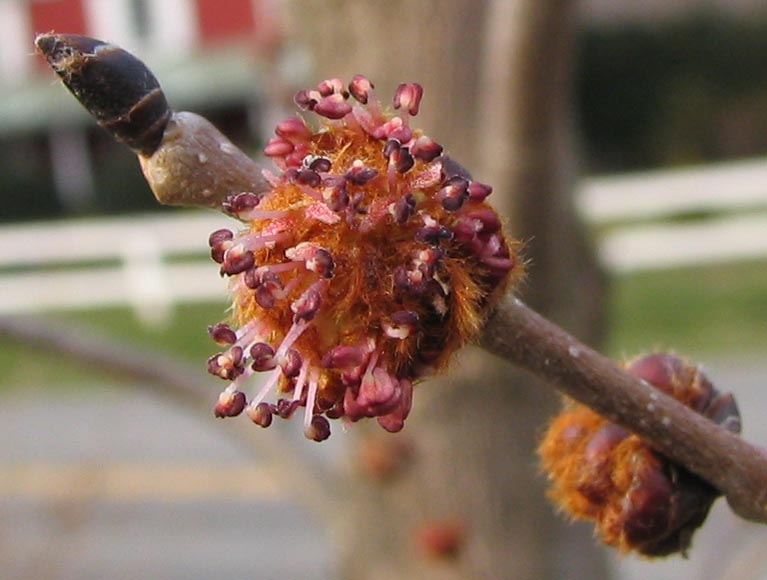
Kwiaty

PokrójRozłożyste, szerokie drzewo dorastające 20 m wysokości.
KoraCiemnobrązowa bądź niemal czarna, na dojrzałych drzewach pokryta podłużnymi bruzdami.
LiścieOdwrotnie jajowate, szorstkie, ciemnozielone długości do 20 cm. Posiadają mocne piłkowanie z wyraźnie zaakcentowanym wierzchołkiem.
KwiatyKwiatostany w formie gęstych pęczków.

## Biologia i ekologia
Fanerofit. Roślina jednopienna, wiatropylna. Kwitnie pod koniec zimy i na początku wiosny. Rośnie na niższych stokach, równinach zalewowych, przy brzegach rzek i strumieni na wysokości 0-600 m n.p.m.

## Zastosowanie
Rdzenni Amerykanie używali wiązu czerwonego do różnorodnych celów leczniczych. Miał pomagać między innymi przy przeziębieniach, na oparzenia i jako środek przeczyszczający.